# 孔克杜尔杜河
孔克杜尔杜河（法語：Dourdou de Conques，法語發音：[duʁdu də kɔ̃k]，意即为“孔克的杜尔杜河”），或纯音译作杜尔杜德孔克河，是法国阿韦龙省的河流，洛特河的左支流，长83.7千米。“孔克”后缀是为了与另一条杜尔杜河（卡马雷斯杜尔杜河）作区分。